# فان شو
فان شو (بالصينية: 徐帆) هي ممثلة صينية، ولدت في 16 أغسطس 1967 بووهان في الصين. من الجوائز التي نالتها Asian Film Award for Best Actress ‏.

## جوائز
- Asian Film Award for Best Actress [الإنجليزية]‏

## وصلات خارجية
- فان شو على موقع IMDb (الإنجليزية)
- فان شو على موقع روتن توميتوز (الإنجليزية)
- فان شو على موقع ألو سيني (الفرنسية)
- فان شو على موقع ميوزك برينز (الإنجليزية)
- فان شو على موقع أول موفي (الإنجليزية)
- فان شو على موقع قاعدة بيانات الفيلم (الإنجليزية)
- فان شو على موقع كينوبويسك (الروسية)